# Implante cerebral
Implantes cerebrais, muitas vezes referidos como implantes neurais, são dispositivos tecnológicos diretamente conectados ao cérebro biológico de indivíduos - postos na superfície cerebral ou ligados ao córtex cerebral. Um propósito comum de muitos implantes cerebrais modernos e o foco de muitas pesquisas atuais é o estabelecimento de uma prótese biomédica (ver Pesquisa médica) que circunda áreas do cérebro que se tornaram disfuncionais depois de um acidente vascular cerebral ou outras lesões na cabeça. Dentro de tal conjunto está incluída a Substituição sensorial, por exemplo, na percepção visual. Outros implantes cerebrais são utilizados em experimento com animais com o intuito de gravar a Atividade cerebral por razões científicas. Alguns implantes cerebrais demandam a criação de uma interface entre as redes neurais biológicas e chips de computador. Esse desenvolvimento é parte de um campo de pesquisa maior denominado Interface cérebro-computador. (Pesquisa na área de BCI inclui tecnologias como matrizes de eletroencefalografia que permiti uma conexão entre a mente e a máquina, sem a necessidade de implantar dispositivos no interior do crânio).
Implantes neurais, tais como a Estimulação cerebral profunda e estimulação do nervo vago já são rotina para vários pacientes com doença de Parkinson e depressão nervosa respectivamente, mostrando-se como uma grande vantagem para doenças que antes eram tidas por incuráveis.

## Finalidade
Implantes cerebrais, com o uso de eletricidade, estimulam, bloqueiam ou gravam (ou, simultaneamente, gravam e estimulam) sinais ou de neurônios isolados, ou de grupos neuronais (redes neurais biológicas) no cérebro. A técnica de bloqueio é chamada bloqueio vagal intra-abdominal. Tal método tem aplicação restrita à situações onde as associações funcionais do neurônios citados são conhecidas. Devido à complexidade do processamento neural e a falta de acesso ao potencial de ação relacionados aos sinais utilizando técnicas de neuroimagiologia, a aplicação de implantes cerebrais tem sido seriamente limitada até os recentes avanços no campo da neurofisiologia e o aumento exponencial dos poder de processamento dos computadores.

## Pesquisa
As investigações em substituição sensorial fizeram progresso nos anos recentes. Especialmente na área da visão, devido ao conhecimento do Modus Operandi (funcionamento) do sistema visual, olho biônico (frequentemente envolvendo algum implante cerebral ou monitoramento) tem sido aplicado com sucesso. Para audição e implantes cocleares é empregada a estimulação direta do nervo auditivo. o nervo vestibulococlear é parte do Sistema nervoso periférico, mas a interface é similar àquelas que são encontradas nos implantes cerebrais verdadeiros.
Múltiplos projetos tem sido capazes de fazer eficientes gravações do cérebro de animais por um longo período de tempo. Desde 1976, pesquisadores dos Institutos Nacionais da Saúde, liderados por Edward Schmidt, fizeram gravações dos sinais de potencial de ação do córtex motor do macaco rhesus com o uso de eletrodos alfinetes imóveis, incluindo a gravação de neurônios isolados por trinta dias, e gravações consistentes de mais de três anos dos melhores eletrodos.
Os eletrodos-alfinetes eram feitos de irídio puro e isolados com Parylene-c, materiais que no presente são aplicados pela Cyberkinetics na implantação da Matrix UTAH. Esses mesmos eletrodos, ou derivações dos mesmos construídos sobre idênticos eletrodos de material biocompatível, são atualmente empregados em laboratórios de próteses visuais, em laboratórios que estudam as bases neurais da aprendizagem, e em próteses motoras.

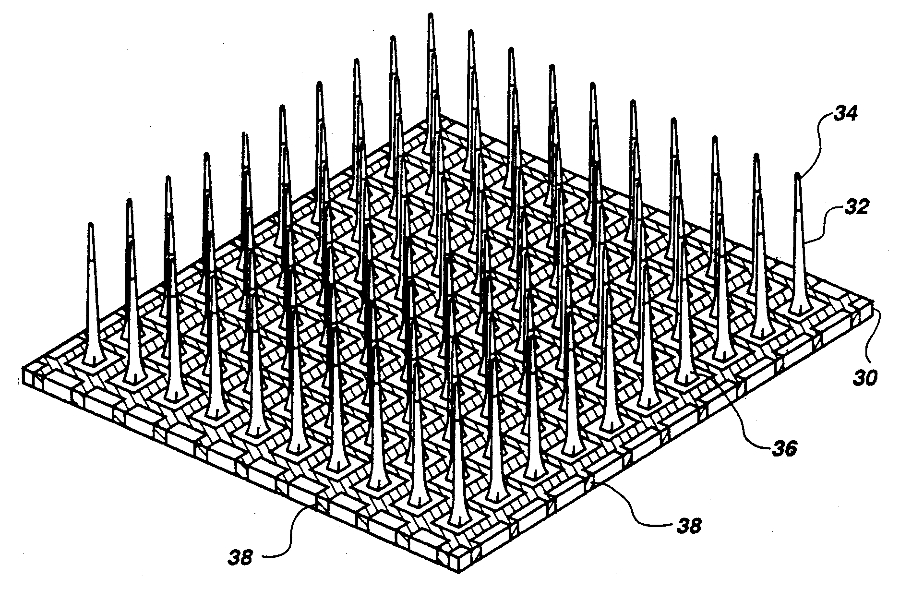
Representação da Matriz de eletrodos Utah

Uma série de eletrodos e projetos foram vendidos pela Plexon. Eles são as "Sondas Michigan", as matrizes de microfio usadas pela primeira vez no MIT, e os FMAs da Microprobe que surgiram durante o projeto colaborativo de Phil Troyk, David Bradley, e Martin Bak.
Outros laboratórios de pesquisa e desenvolvimento produziram seus próprios implantes. Essas ações foram tomadas devido à necessidade de certas capacidades, que os produtos comerciais não forneciam.
Avanços incluem estudos sobre o processo da função cerebral de re-ligação através da aprendizagem da discriminação sensorial, controle de mecanismos físicos por cérebros de ratos, macacos controlando braços robóticos, controle remoto de dispositivos mecânicos por macacos e humanos, controle remoto sobre os movimentos de
baratas, transistors neurais baseados em eletrônica para sanguessugas, o primeiro relato de uso de uma matriz Utah para sinalização bidirecional em um ser humano.
Há pesquisas sendo feitas sobre a superfície química dos implantes neurais, cuja finalidade geral é se chegar a um design que minimiza todos os efeitos negativos que um implante ativo pode causar no cérebro, além dos diversos tipos de influência que o corpo pode ter sobre o implante.
Outro tipo de implante neural que está em fase experimental é a Memória neural prostética de chips de silício. Tal prótese imita o processamento de sinal feito por neurônios em funcionamento, o qual permite que o cérebro de humanos criem memória de longo prazo
Os implantes cerebrais do presente são construídos utilizando uma grande variedade de materiais, como o tungstênio, silício, platina-irídio, ou até mesmo aço inoxidável. Futuros implantes cerebrais devem utilizar materiais mais exóticos, como nanotubo de carbono e poliuretano.

## Reabilitação
Marcapassos cerebrais foram introduzidos em 1997
para aliviar os sintomas de doenças com a epilepsia, a doença de Parkinson, distonia e, mais recentemente, a depressão